# Windwardside
Windwardside is een dorp op het Nederlandse eiland Saba. Het had in 2001 bij de laatste volkstelling 418 inwoners. Het ligt ongeveer 400 meter boven de zeespiegel.
Windwardside is het tweede dorp van het eiland, na de hoofdplaats The Bottom. De naam verwijst naar de ligging aan de loefzijde van de Mount Scenery. Het is het winkelcentrum van het eiland: er bevinden zich twee banken, diverse winkels, een postkantoor en de VVV.
Het dorp telt drie kerken: de uit 1860 stammende rooms-katholieke Sint-Paulus-Bekeringkerk (Church of St. Paul's Conversion), de uit 1877 daterende anglicaanse Heilige Drievuldigheidskerk (Holy Trinity Church) en de recente koninkrijkszaal van de Jehova's getuigen. Daarnaast was er het Harry L. Johnson Museum te vinden, dat een beeld gaf van het leven op het eiland in de negentiende eeuw. Het museum werd in december 2020 permanent gesloten.
Windwardside biedt een zeer schilderachtige aanblik doordat alle huizen en traditionele hutten (cottages) verplicht elk jaar in dezelfde kleuren geverfd worden: de muren wit, de daken rood en de luiken groen.
Tot het kerngebied van Windwardside behoort tevens de wijk Engels Kwartier (English Quarter), waar de eerste Britse kolonisten neerstreken. Ook hier wordt het beeld gedomineerd door felgekleurde traditionele hutten. Tevens bevindt zich er een landbouwcentrum, waar uiteenlopende gewassen gekweekt worden.
Bij Windwardside begint het wandelpad naar de top van de Mount Scenery. Vanuit het Engels Kwartier loopt een pad naar de Springbaai, waar zich een zoetwaterbron bevindt.

## Bekende inwoners
- Mary Gertrude Johnson (1854-1939) introduceerde Saba-kant op het eiland.

## Galerij

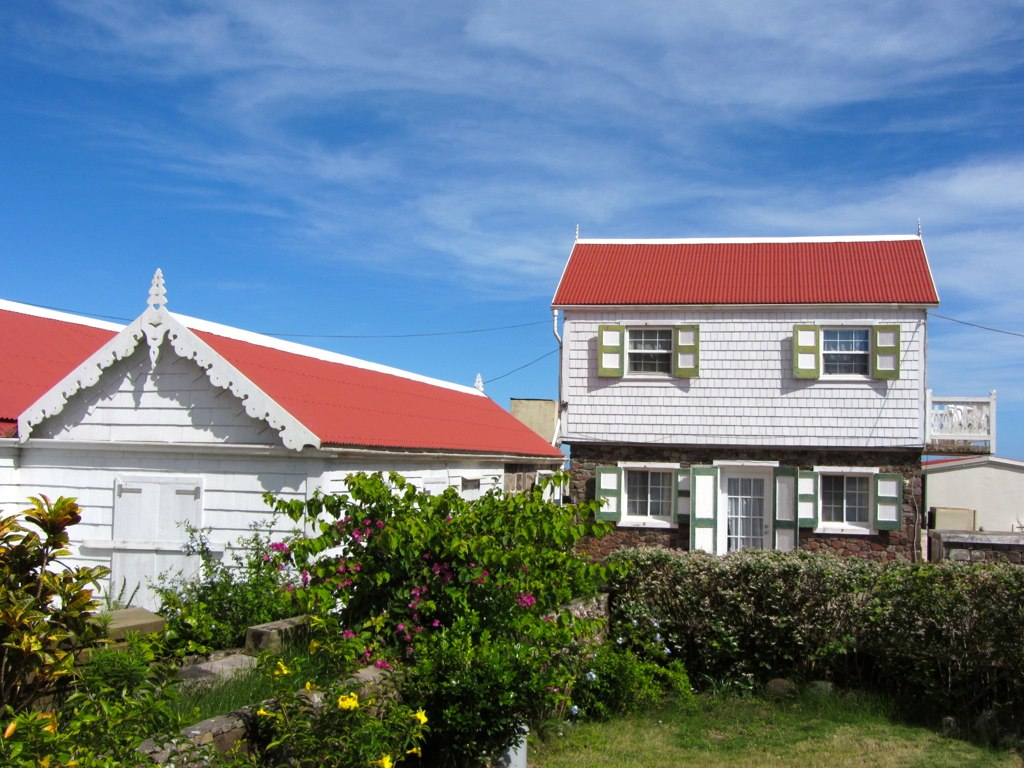
Huis in Windwardside
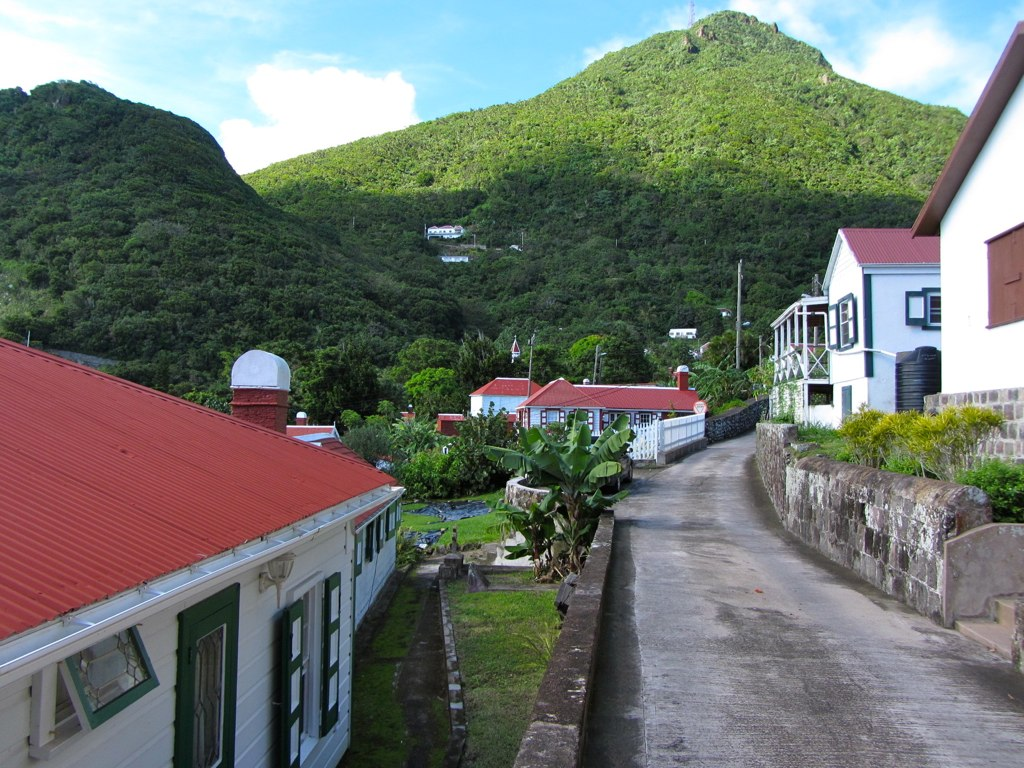
Straat met Mount Scenery in de achtergrond
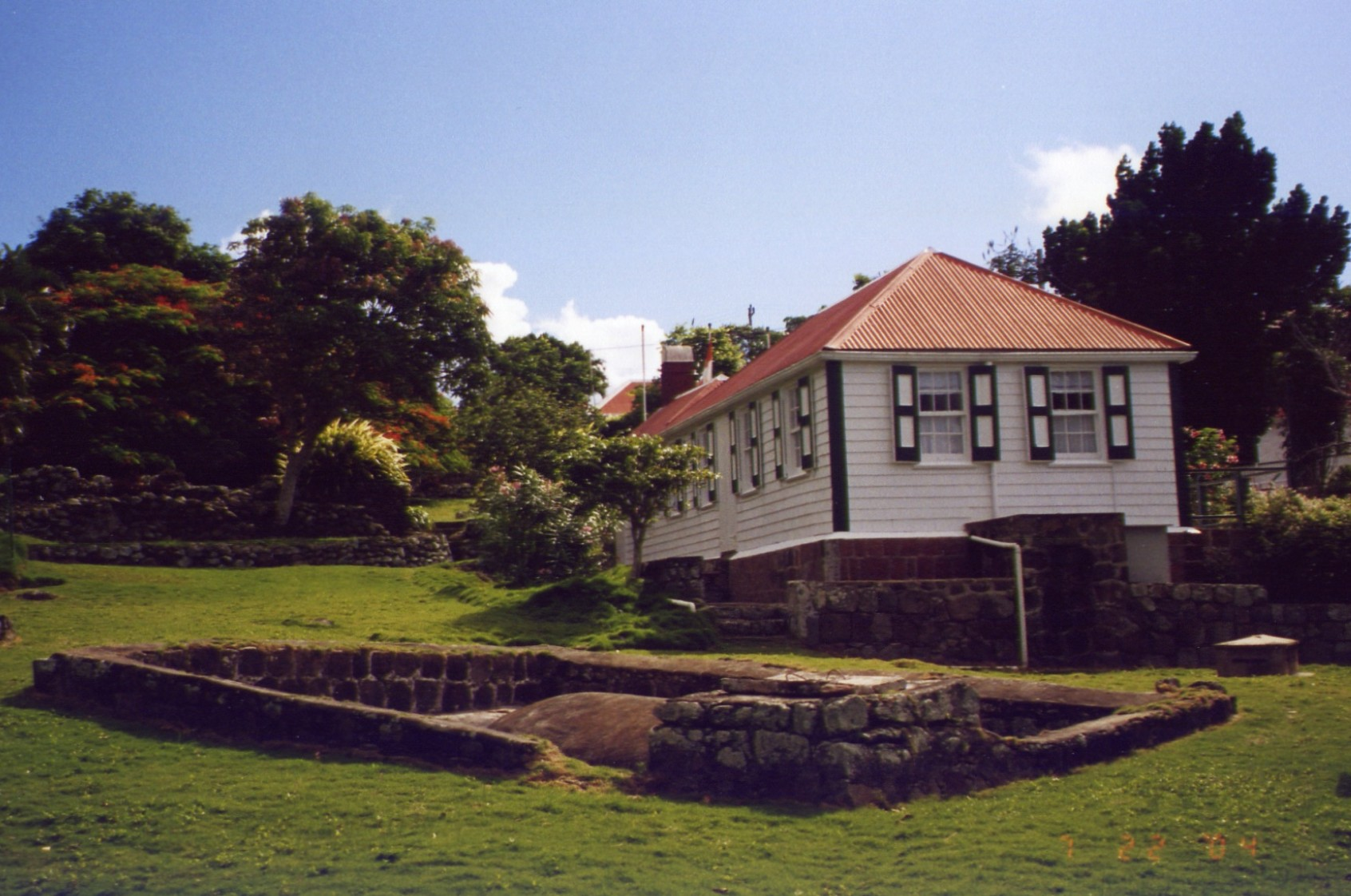
Het voormalige Harry L. Johnson Museum in Windwardside (2007).
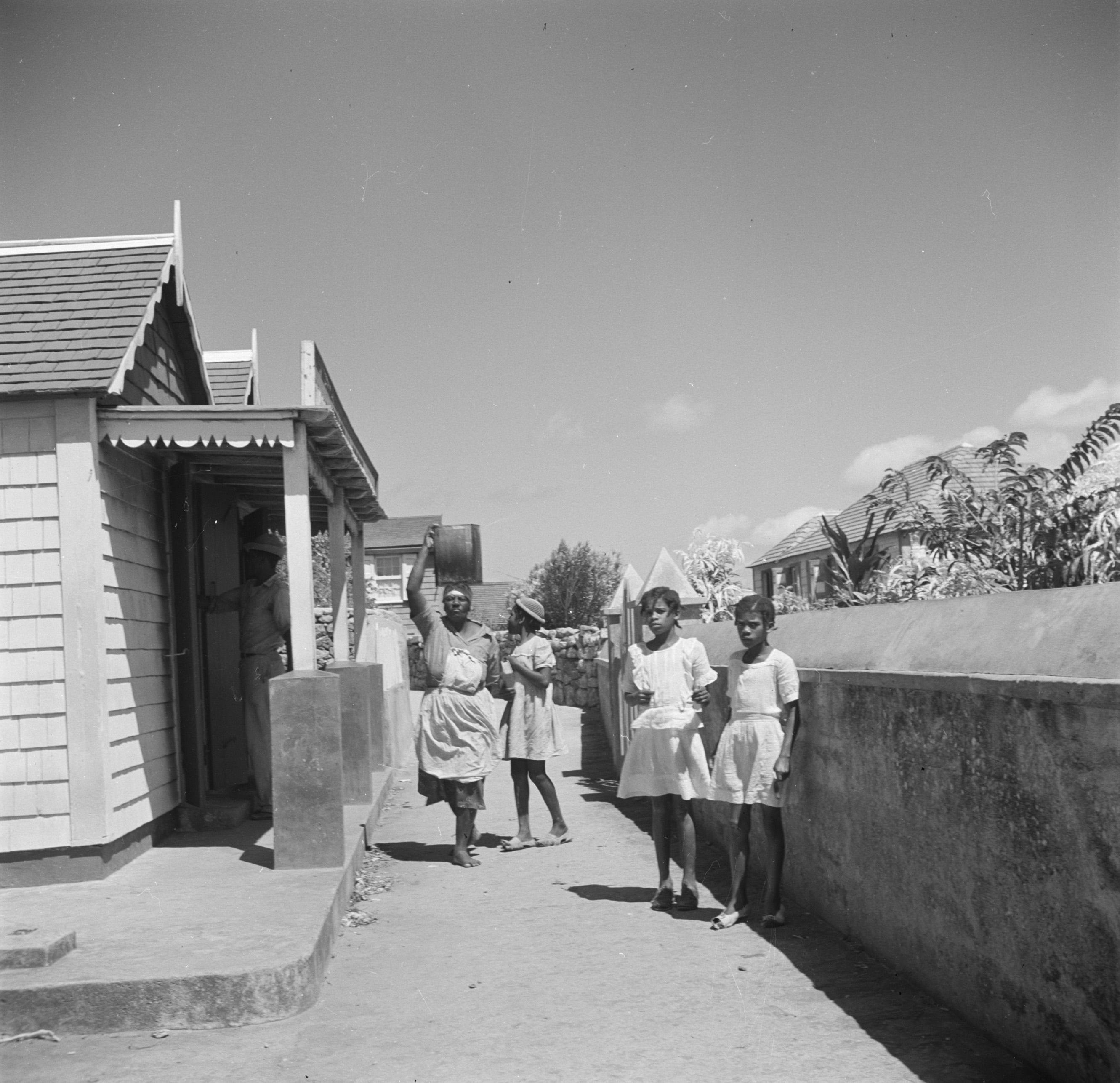
Windwardside (1947)

St. Johns · 
The Bottom · 
Windwardside · 
Zions Hill